# Västra leden
Västra leden är en vandringsled i Kebnekaisemassivet i Kiruna kommun i Lappland. Leden börjar vid Kebnekaise fjällstation och slutar på Kebnekaises sydtopp och är rösad med jämna mellanrum med rödmarkerade stenar. Västra leden är den mest trafikerade leden mot Sydtoppen på grund av dess lättillgänglighet; den utgår från fjällstationen och kräver inte specialkunskaper i klättring eller glaciärvandring, utan endast god kondition och någorlunda fjällvana. Bland annat på grund av de branta stigningarna, är Västra leden bäst lämpad för vandring under barmarksperioden. En mindre brant väg upp är Durlings led.
Västra leden är den väg som Johan Alfred Björling och Axel Otto Hultman tog mot Kebnekaises topp den 9 juli 1889, varför leden också kallas för Björlings led.

## Sträckning

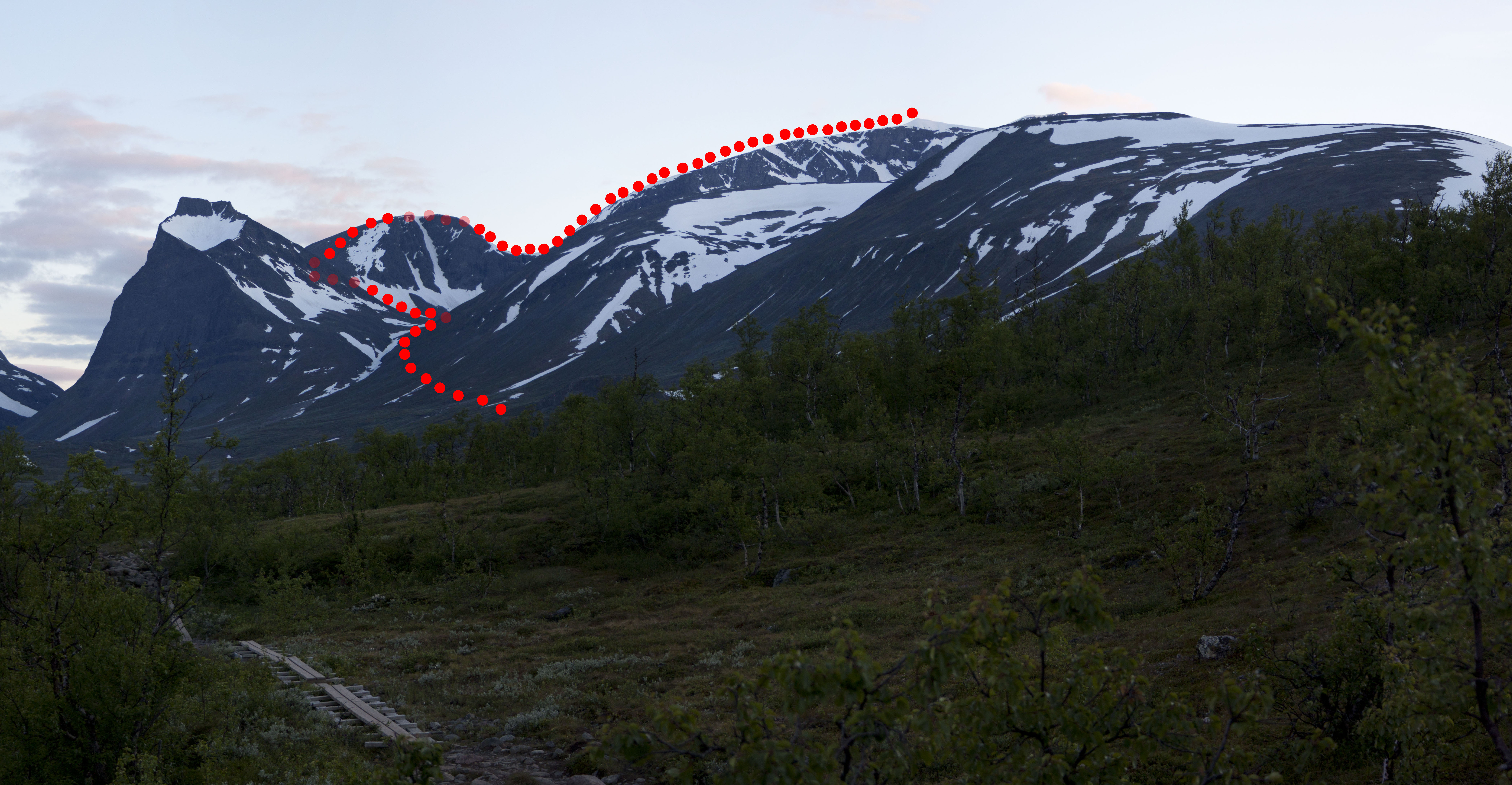
Västra leden (markerad med röda prickar).

Västra ledens första kilometer går västerut genom dalgången Ladtjovagge och har till en början samma sträckning som Östra leden. Den börjar vid Kebnekaise fjällstation, passerar nedanför Kaipak och går vidare genom dalen med Kebnekaisemassivet i blickfånget. Efter att leden korsat ett antal jokkar delar den sig och Östra leden viker av upp längs Kebnetjåkkas sluttningar, medan Västra leden fortsätter västerut. Den följer Kittelbäcken upp mot Kitteldalen mellan Tuolpagorni, Vierramvare och Kebnetjåkka. Leden korsar sedan Kittelbäcken, vilket kan vara svårt under snösmältningen på våren, och påbörjar stigningen uppför Vierramvares steniga sluttningar i väster. Ungefär halvvägs upp planar sluttningen ut och bildar en liten dal mellan Vierramvare och Tuolpagorni. Leden fortsätter sedan uppför Vierramvares branta sydsluttningar. Väl uppe på toppen, fortsätter leden ned i Kaffedalen, vilket gör att man förlorar omkring 200 höjdmeter. Durlings led sammanfaller med Västra leden och därefter börjar stigningen uppför Kebnekaises sluttningar. Vid omkring 1800 meters höjd över havet når leden fram till den gamla toppstugan. Vid hårt väder kan man söka skydd i stugan som är utrustad med sitt- och liggplatser samt några filtar. Efter stugan fortsätter leden genom ett stenigt landskap med avtagande lutning innan man når fram till den stora och nästan plana topplatån, där ytterligare en säkerhetsstuga finns uppförd. Från topplatån kan toppglaciären siktas. Glaciären är bara några tiotal meter hög men kan vara hal och isig. På vänster sida stupar toppen brant ned mot Rabots glaciär och på höger sida sluttar den ned mot Björlings glaciär.

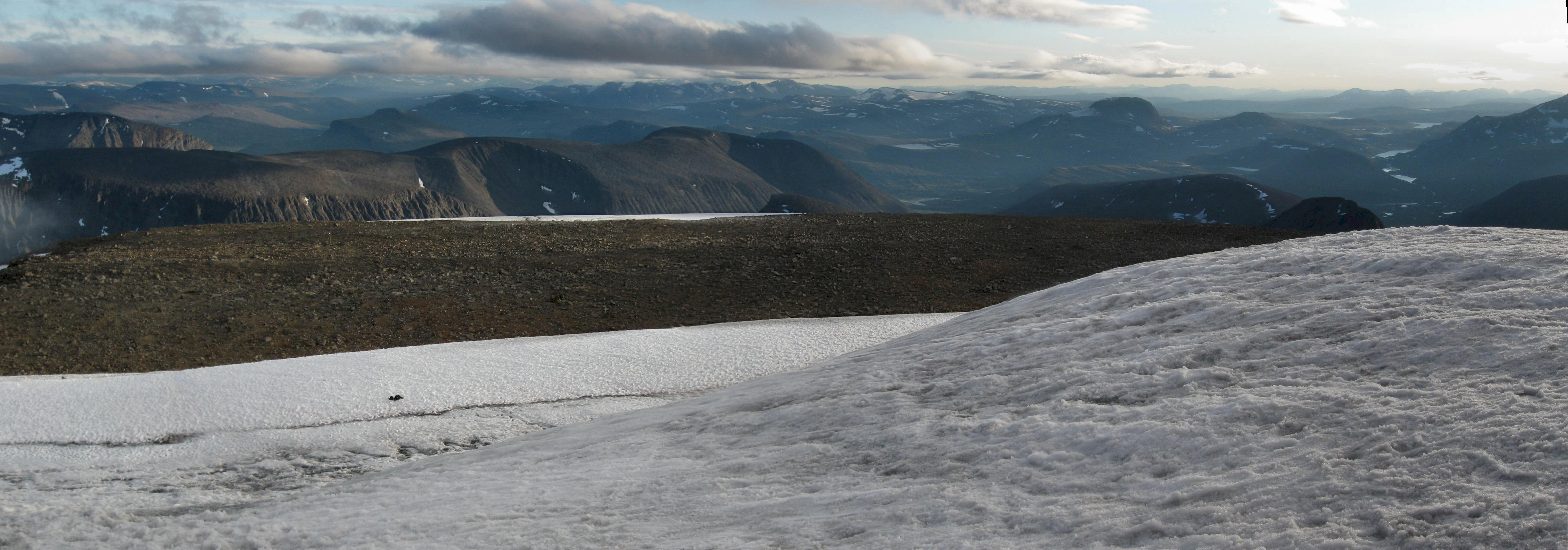
Vy från toppglaciären över den stora topplatån.

För att komma ned till fjällstationen igen, kan man välja att följa samma väg tillbaka.
På vägen ned från dalen mellan Vierramvare och Tuolpagorni är det vanligt att folk väljer att glida ned i Kitteldalen via en större snölega som ligger längs med sluttningarna. Snölegan kan dock upphöra tvärt i de nedre delarna av sluttningarna, med stora ansamlingar av stenblock nedanför, och allvarliga olyckor kan inträffa om man inte hunnit stanna innan man når fram.

## Svårighetsgrad och risker

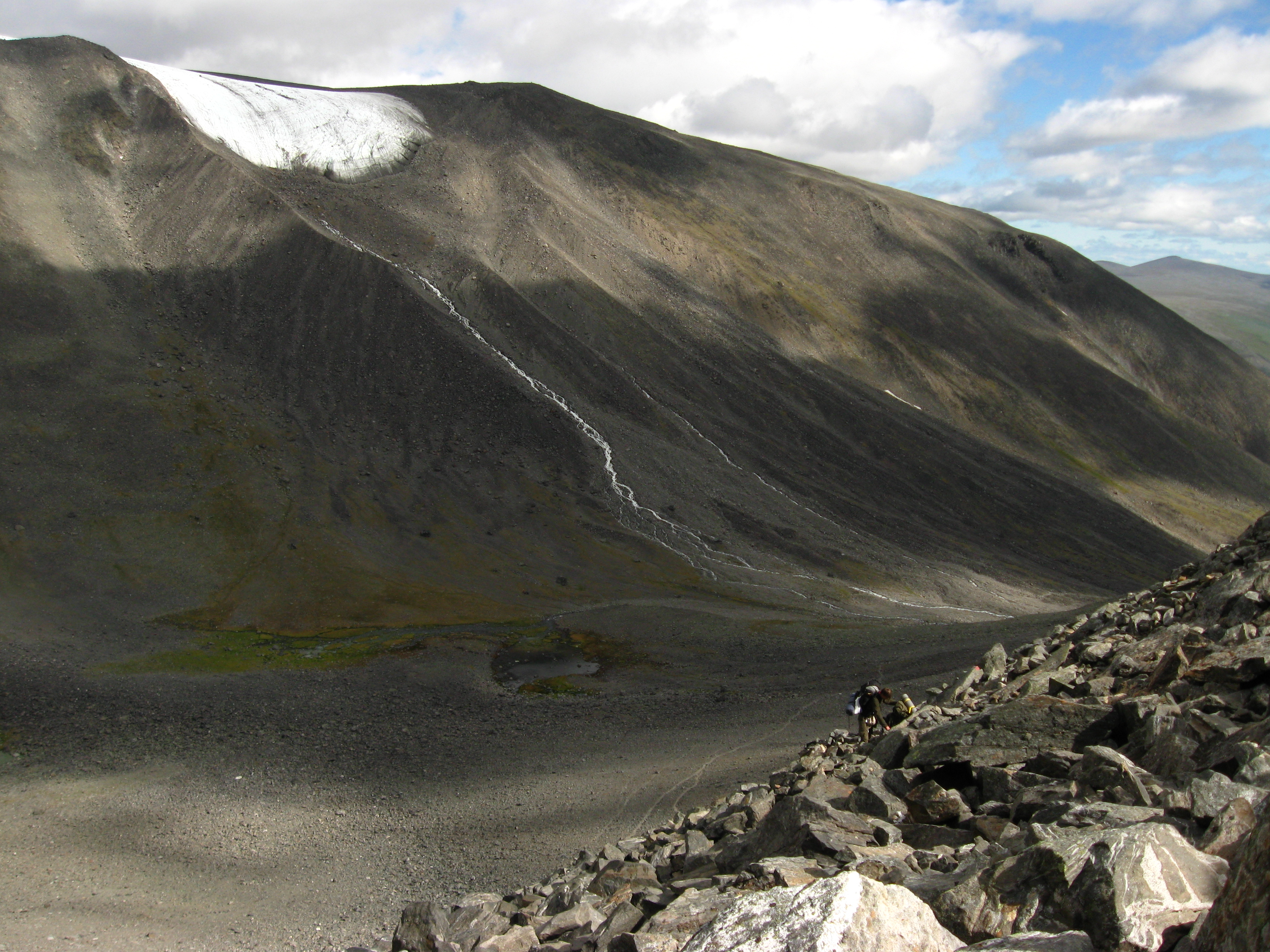
De brantare delarna av Västra leden mellan Tuolpagorni och Vierramvarri.

Merparten av leden är vandring. Sträckningen upp via Kittelbäcken till Kitteldalen går bredvid branta sluttningar. Ett kort parti på några tiotal meter i branten mellan Tuolpagorni och Vierramvare är brant och exponerat (YDS klass 2), många upplever att stor försiktighet och viss handfattning är nödvändig varför "trafikstockning" ibland bildas här. Rutterna upp och ner för Vierramvare och själva Kebnekaise är båda branta.
Toppglaciären har branta sluttningar mot stup varför särskild försiktighet bör iakttas även här. Dödsolyckor har inträffat när vandrare i dåligt väder inte insett denna fara och därför glidit nerför glaciären. 
För att undvika vätskebrist är det bra att veta att brist på vatten typiskt råder längs leden efter att Kittelbäcken passerats, i Kaffedalen finns dock en sjö som kan upplevas lockande att dricka ur (iaktta risken för vattenförorening) och ibland små vattendrag. Sista sträckningen upp från Kaffedalen mot toppen är även den tämligen fattig på vatten.